# 몬테카시노 전투
몬테카시노 전투(영어:  Battle of Monte Cassino), 로마 전투 또는 카시노 전투는 추축국이 이탈리아 전역에서 겨울 선을 형성하여 연합군의 공격을 방어하자 연합군이 4차례에 걸쳐 이를 돌파하기 위해 벌인 일련의 격전이다. 이 전투의 목적은 로마로 향하는 돌파구를 마련하기 위한 것이었다.
1944년 초, 라피도가리, 리리, 가리지리아노 계곡과 근처 능선 및 고지에 위치한 독일군은 겨울 선의 서쪽 절반을 방어하고 있었다. 몬테 카시노는 AD 529년 누르시아의 베네딕토에 의해 세워진 수도원이 위치한 고지였다. 이 고지는 인근 마을인 카시노와 리리 및 라피도 계곡의 입구에 위치하고 있었다. 보호된 역사지구에 위치해 있었기 때문에 독일군은 이곳을 점령하지 않고 있었다. 수도원 인근의 경사면에서 독일군은 몇몇 거점을 마련했다.
연합군 공격 부대에 정확한 포격이 이어지자 연합군 수뇌부는 수도원이 독일군의 관측소로 사용되고 있다고 판단하게 되었다. 사상자와 함께 연합군 병사 사이에서는 공포심이 증가했고, 명백한 증거가 부족함에도 불구하고 연합군은 이곳을 파괴하기로 결심했다. 미군 폭격기가 1944년 2월 15일 1,400톤의 고폭탄을 투하했고, 엄청난 피해가 발생했다. 공습은 목표를 달성하지 못했는데, 독일 강하부대가 파괴 지역을 점령해 폐허에 훌륭한 방어 시설을 만들었기 때문이다.
1월 17일부터 1월 18일 사이에 몬테카시노와 구스타브 방어선에서 연합군은 4차례의 공격을 개시했고, 20개 사단이 20마일의 전선에 투입되었다. 독일군은 마침내 그들의 방어 진지에서 물러났지만 연합군의 피해도 상당했다. 몬테카시노 점령 당시 연합군은 55,000명의 사상자가 발생했고, 독일군은 이에 비해 훨씬 적은 피해를 입었는데 사상자는 약 20,000명이었다.

## 제1차 전투

### 계획 및 준비

제1차 전투와 공격 계획

제5군 사령관인 마크 클라크의 계획은 크게 세 단계로 나뉘었다. 먼저 제56런던 보병사단과 제5보병사단은이위치한 해안에서 30km 떨어진 지점에서 중장 리처드 맥크리리가 이끄는 제10군단은 가르질라노 강을 도하해 1944년 1월 17일 공격하기로 계획했다. 영국 제46보병사단은 1944년 1월 17일 리리강과 가릴리아노강이 합류하는 지점을 도하하여 독일군을 공격하기로 계획되어 있었다. 소장 지오프리 키예스가 이끄는 미국 제2군단이 영국 제46보병사단의 우측방을 엄호하기로 되어 있었다. 주요 공세 축선은 미국 제2군단이 이끌며, 미국 제36보병사단이 카시노 하류로부터 8km 떨어진 지점에서 수위가 높아진 가리 강을 도하해 강습을 감행하는 것이었다. 동시에 프랑스 해외파병군단은 알퐁소 쥐앵의 지도 하에 구스타브 선과 히틀러 선의 경첩 지역인 몬테 카이로 방향으로 라이트 훅과 같은 기동을 이어나가기로 되어 있었다. 실제로, 클라크는 초기 돌파의 기회가 많을 것이라고 믿지 않았지만, 존 P. 루카스가 이끄는 제6군단이 1월 22일 상륙을 개시할 안치오에 대한 공격으로 인해 자신의 공격들이 독일 예비군 부대들의 이목을 로마 지역으로부터 멀어지게 할 것이라고 느꼈다. 당시 미국 제6군단은 영국 제1보병사단, 미국 제3보병사단 등 2개 사단과 미국 제1기갑사단의 전투사령부, 영국 코만도, 미국 육군 레인저, 제504보병여단과 이들의 지원부대로 구성되어 있었다. 기습 공격의 이익과 6번 및 7번 도로가 지나가는 알반 고지군으로의 신속한 내륙 기동을 통해, 안치오 상륙은 구스타브 선의 독일군 측면과 보급선을 위협할 수 있고, 이를 통해 독일군 사령부가 구스타브 선에서 로마 북쪽으로 철수하기를 희망했다. 독일군의 지난 3달 간 전략이 일관됨에도 불구하고, 연합군 정보 담당자들은 적군의 후퇴 전략이 적이 완강히 방어하고 있는 구스타브 선으로 후퇴할 시간을 벌어주기 위한 하나의 목표만을 추구하고 있음을 이해하지 못했다. 연합군 관측자들의 정보 평가는 이러한 상황으로 인해 지나치게 낙관적이었다.
제5군은 1월 15일이 되어서야 구스타브 선에 도달했다. 베른하르트 선의 시작점에서 11km를 진격하는 데 7주나 걸렸으며 16,000명의 사상자가 발생했다. 이들은 새로운 공세를 준비하는데 큰 어려움을 겪었으며, 나폴리 북방에서 3달 간 소모전을 치렀기에 부대 재편성과 휴식이 필요했다. 그러나 연합군 합동 참모본부가 오버로드 작전에 필요한 상륙주정을 가져갔기 때문에 2월이 되기 전까지 이용가능한 상륙 주정을 구할 수 없었고, 싱글 작전은 3일 빨리 구스타브 선에서의 협조된 공격과 함께 1월 말 실행되었다.

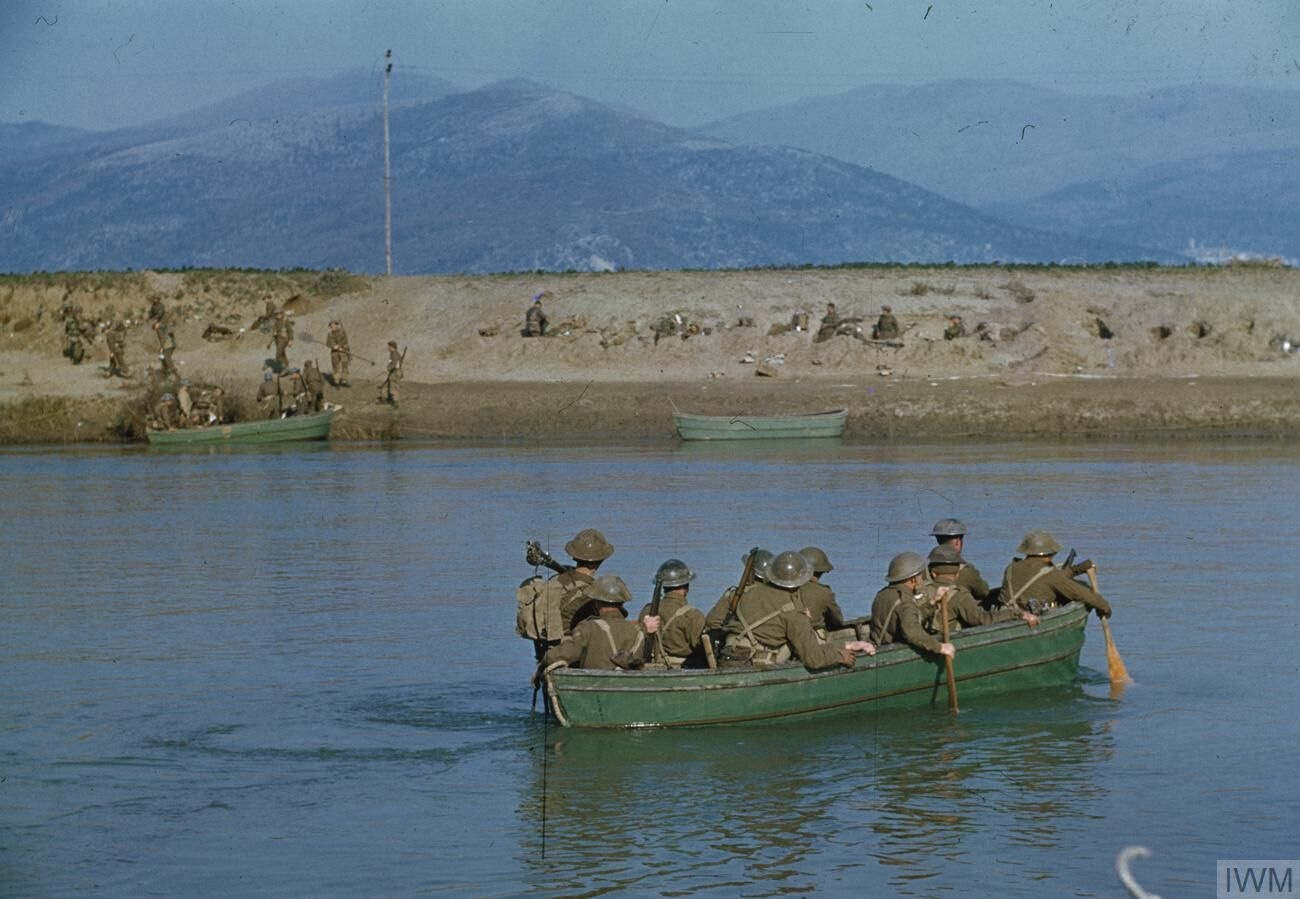
영국 제46보병사단의 왕립 공병이 1944년 1월 19일 가리질라노 강을 도하하고 있다.

## 같이 보기
- 싱글 작전
- 마로키나테
- 보이테크
- 노섬브리아 유소년 군사조직의 카시노 밴드